# Edson (Wisconsin)
Edson è un comune degli Stati Uniti, situato in Wisconsin, nella Contea di Chippewa.